# Lac Wakuach
Lac Wakuach är en sjö i Kanada.   Den ligger i regionen Nord-du-Québec i provinsen Québec, i den östra delen av landet, 1 300 km nordost om huvudstaden Ottawa. Lac Wakuach ligger 412 meter över havet. Arean är 114 kvadratkilometer. Den sträcker sig 34,4 kilometer i nord-sydlig riktning, och 24,3 kilometer i öst-västlig riktning.
Trakten runt Lac Wakuach är nära nog obefolkad, med mindre än två invånare per kvadratkilometer.